# Christoffer Wilhelm Eckersberg
Christoffer Wilhelm Eckersberg (n. 2 ianuarie 1783, Blåkrog⁠(d), Danemarca – d. 22 iulie 1853, Copenhaga, Danemarca) a fost un pictor danez.  Născut în Blåkrog în Ducatul Schleswig (azi în sudul provinciei Jutland din Danemarca), Eckersberg va deveni inițiatorul unei perioadei din pictura daneză cunoscută ca Perioada de aur a picturii daneze, fiind adesea catalogat ca Tatăl picturii daneze.

## Viața și opera

### Tinerețe
Christoffer Wilhelm Eckersberg s-a născut ca fiul lui Henrik Vilhelm Eckersberg, pictor și tâmplar și al lui Ingeborg Nielsdatter. Familia s-a mutat în 1786 în localitatea Blans, un sat de lângă Alssund, unde tânărul a început să deseneze peisaje ale locuri pitorești din înprejurime. După confirmarea sa religioasă, Christoffer a început să studieze cu portretistul și pictorul de biserici Josiah Jacob Jessen din Flensborg, al cărui elev a devenit în mai 1800. Scopul viitorului artist era să fie acceptat ca student al prestigioasei Academii daneze regale de artă (Det Kongelige Danske Kunstakademi) din Copenhaga (København).

## Lucrări

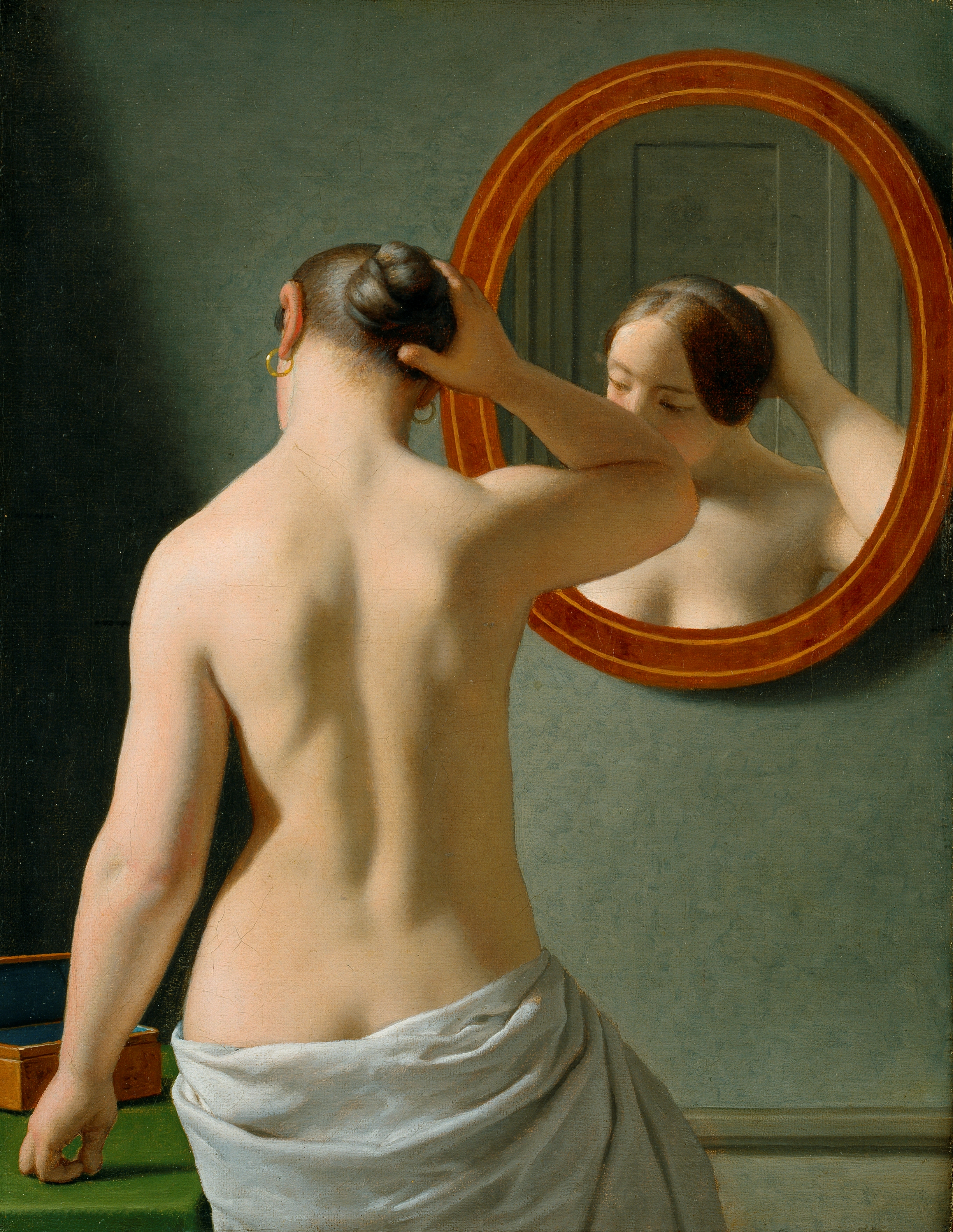
Femeie în fața unei oglinzi, 1841
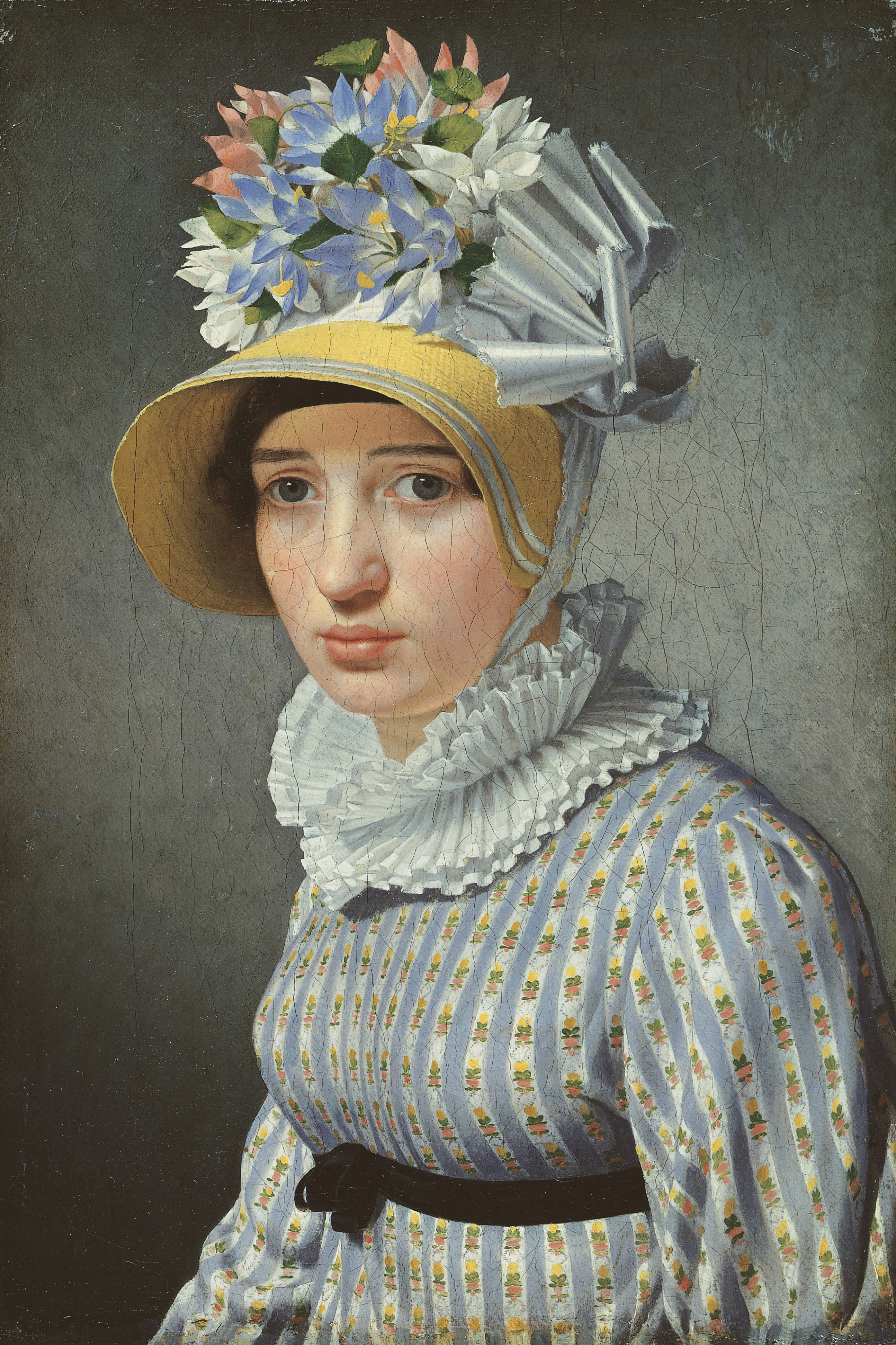
Portret al Annei Maria Magniani
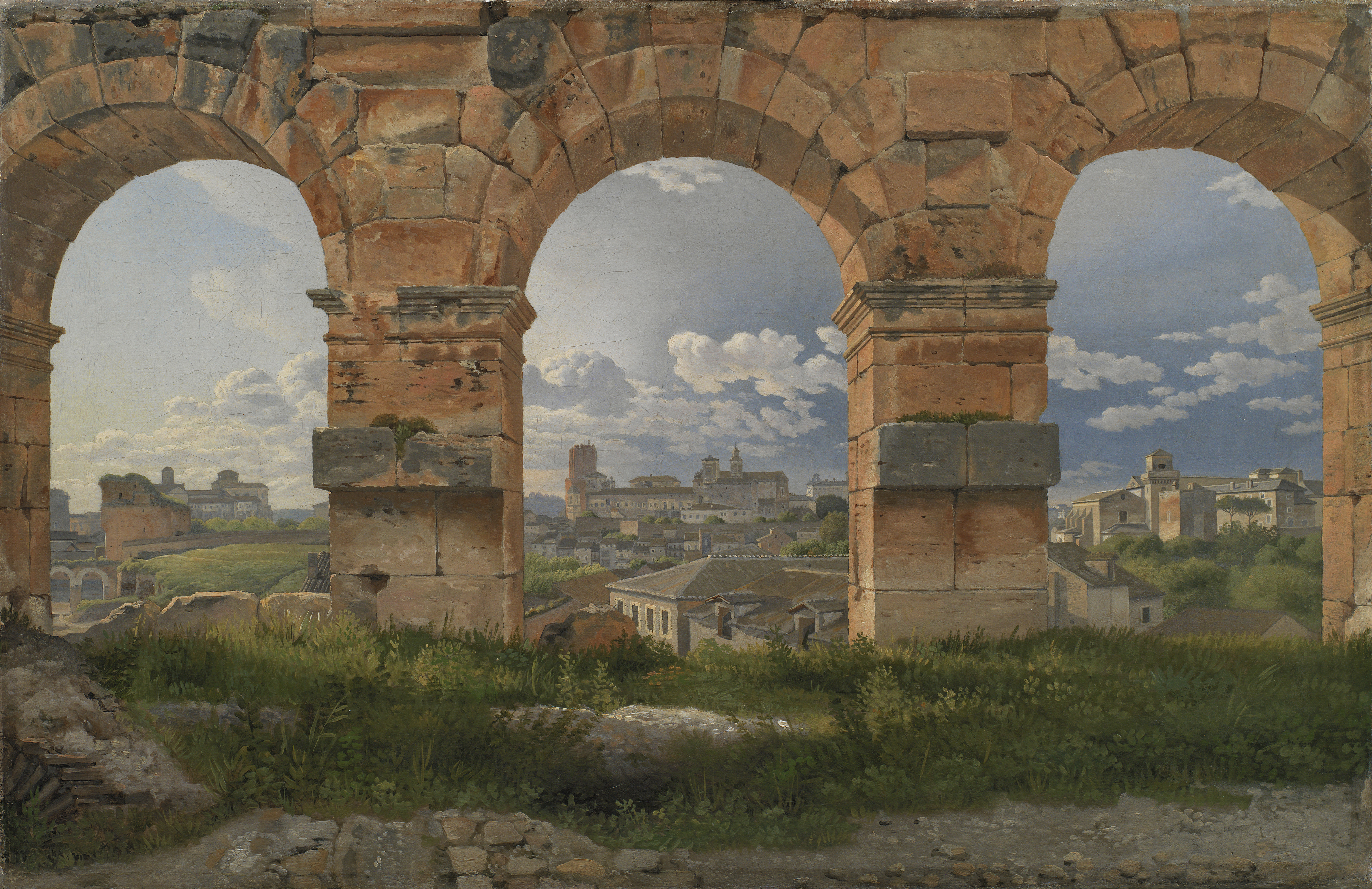
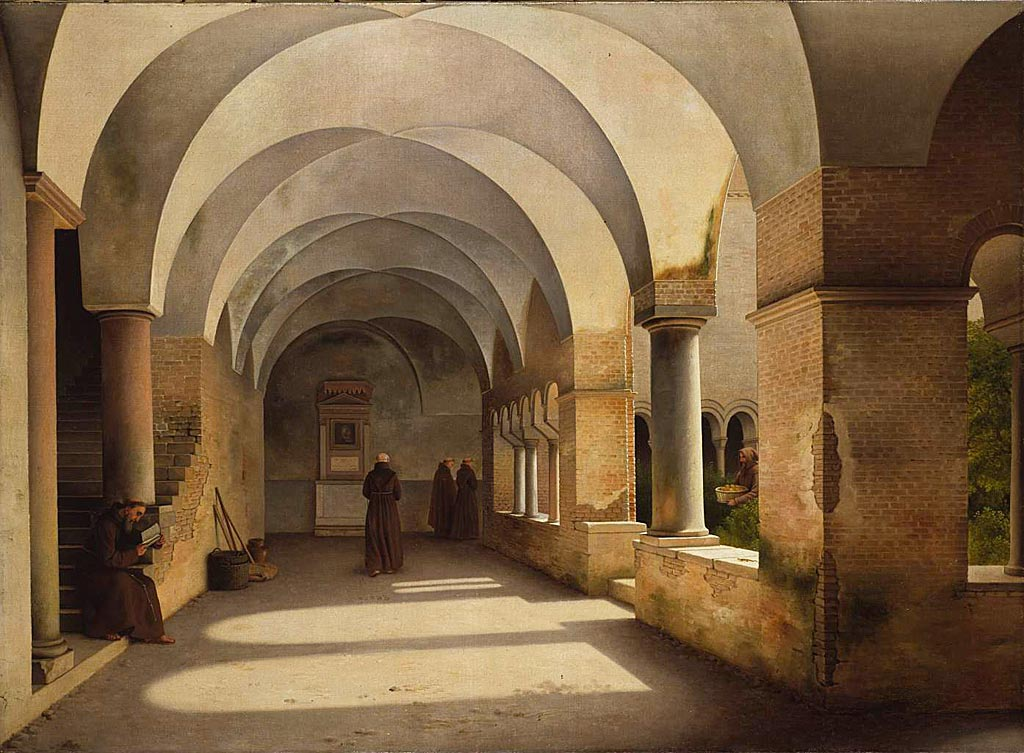
San Lorenzo fuori le mura
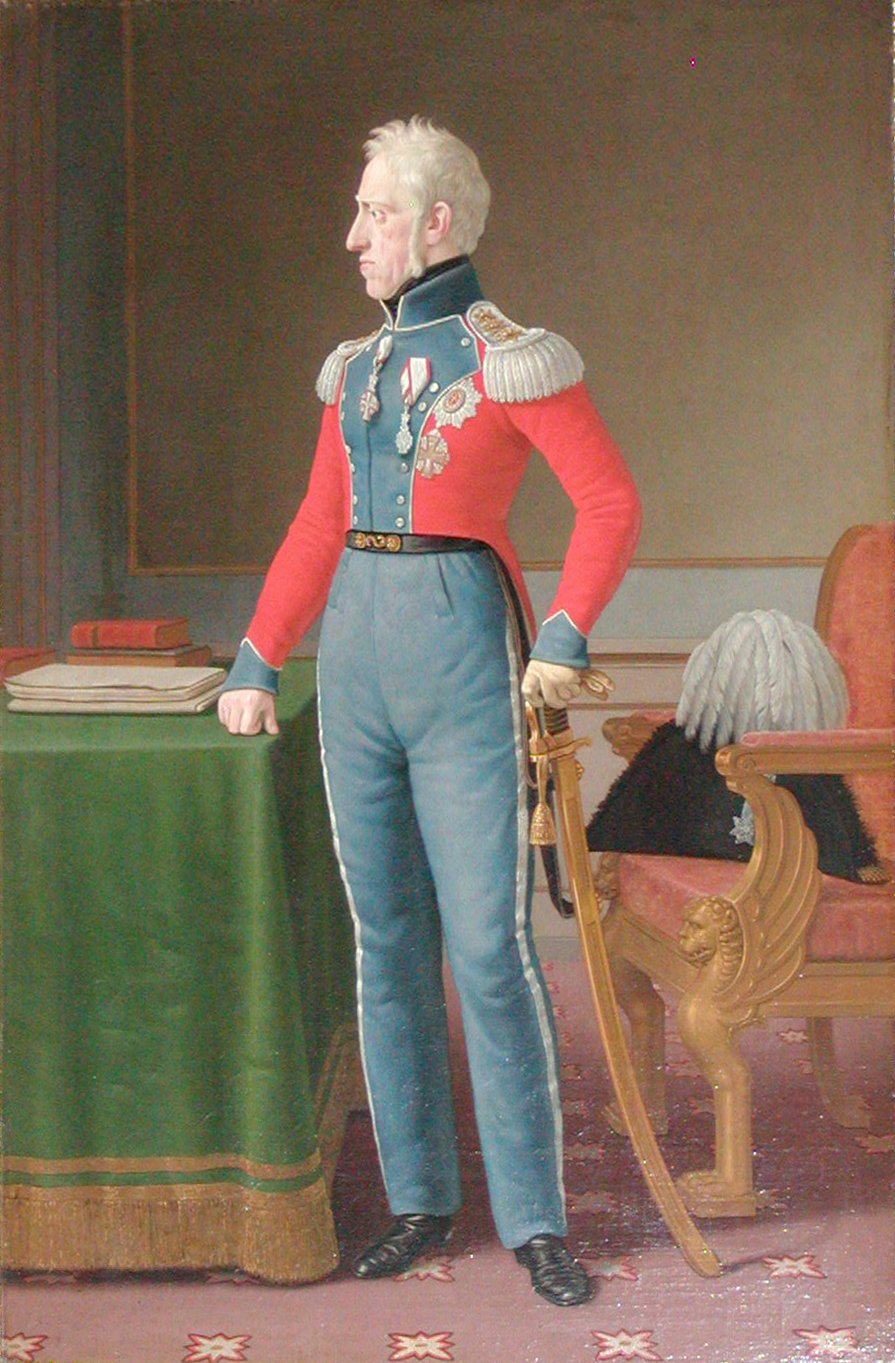
Frederik VI-lea al Danemarcei
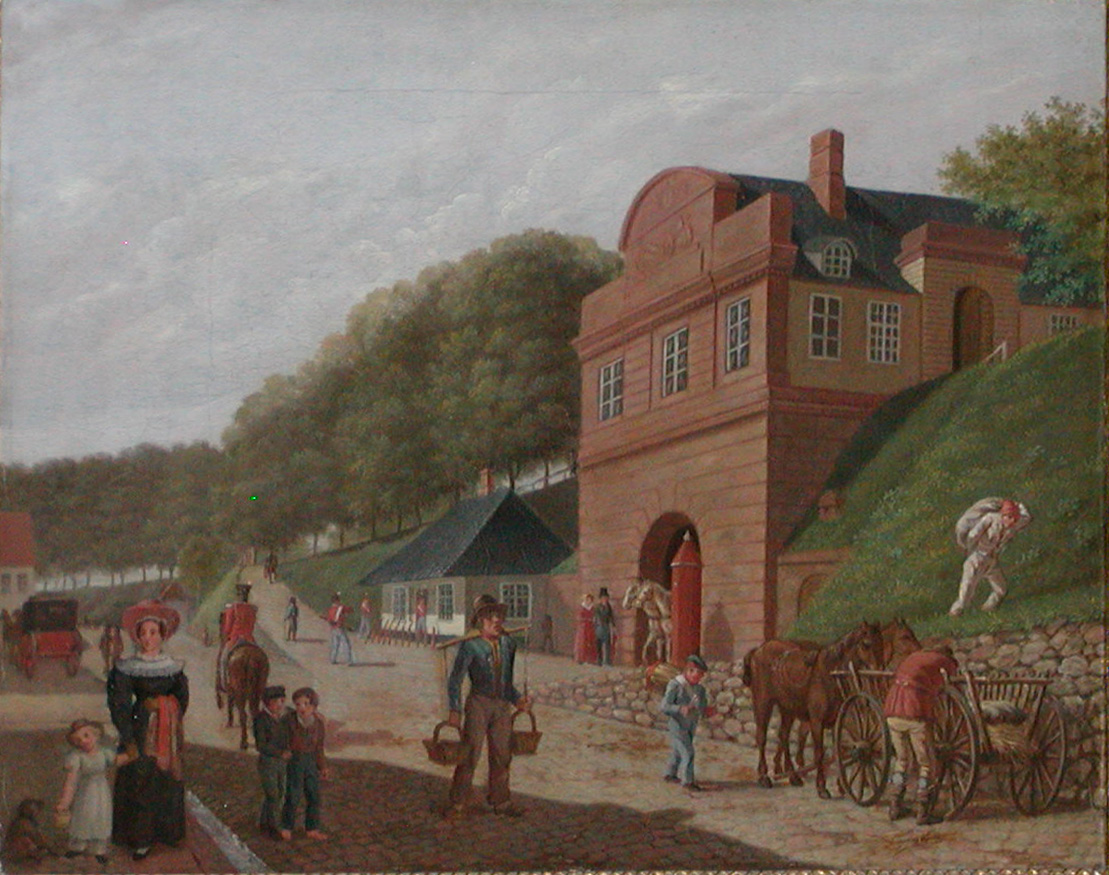
Nørreport
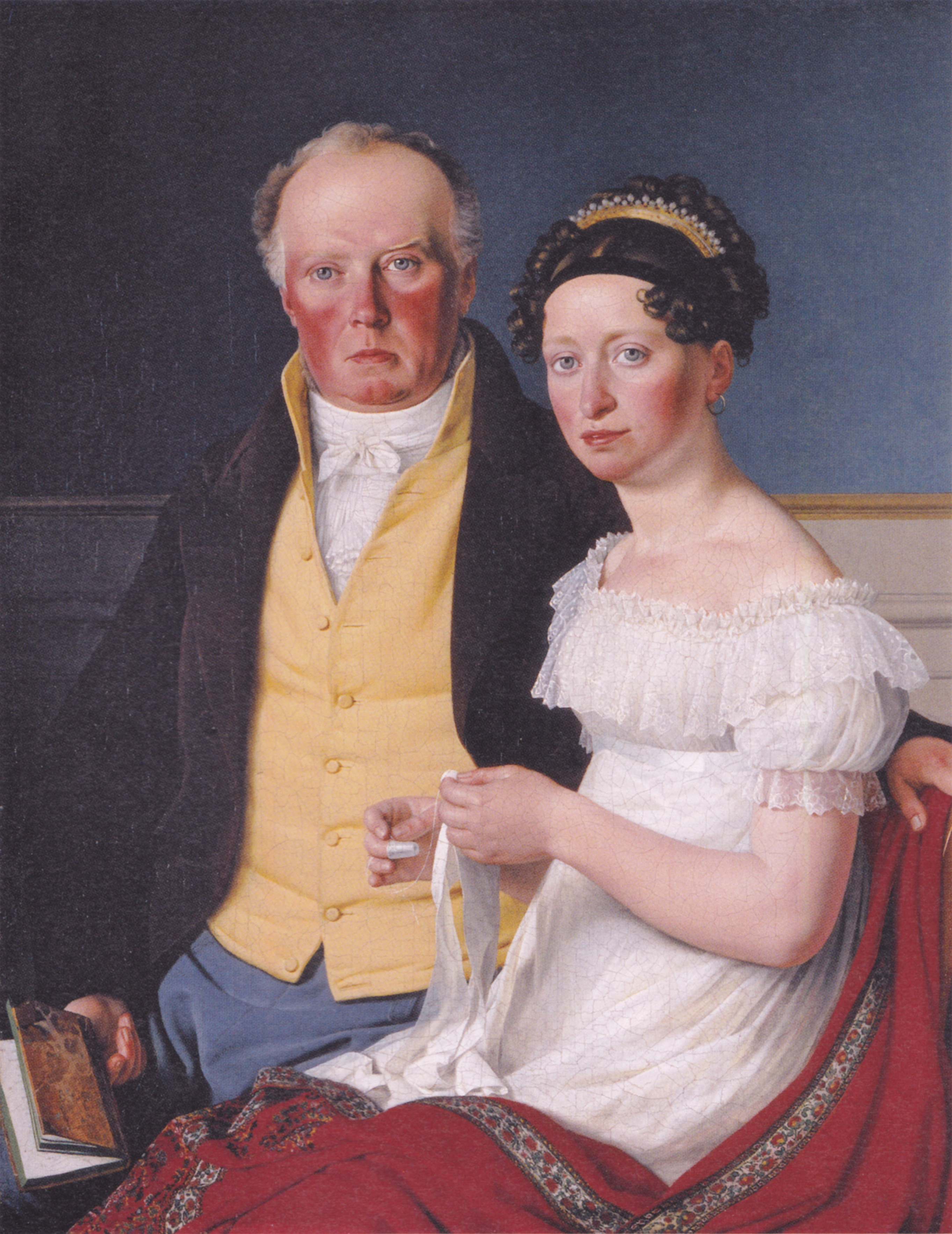
Contele Preben Bille-Brahe cu a doua soție a sa, Johanne Caroline (născută Falbe), 1817
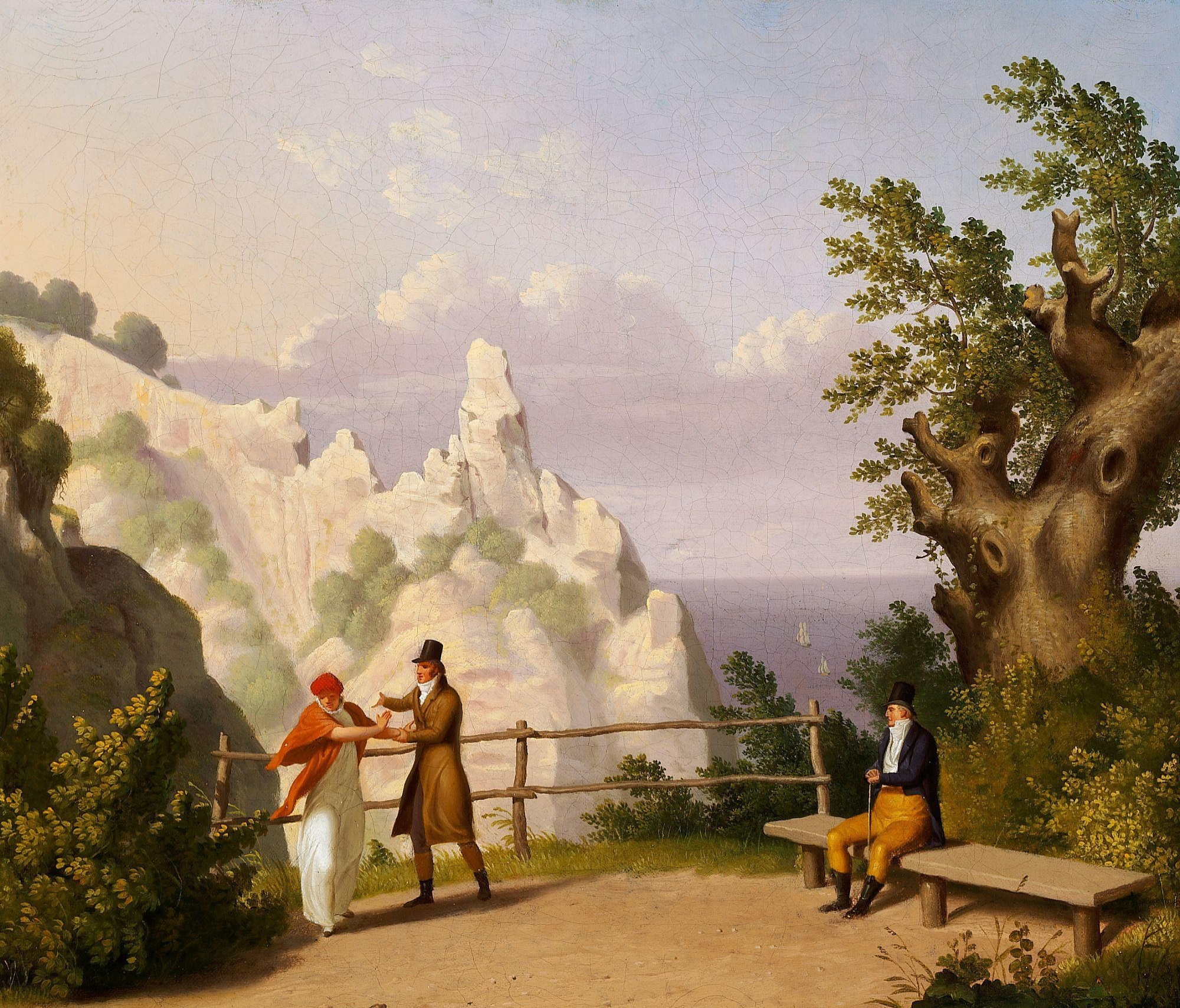
Muntele Klint

## Elevi de-ai pictorului
Printre discipolii săi se pot enumera:
- Wilhelm Bendz
- Albert Küchler
- Christen Købke
- Vilhelm Kyhn
- Jørgen Roed
- Martinus Rørbye
- Holger Roed
- Constantin Hansen
- Wilhelm Marstrand
- Adam August Müller
- Matthias Heinrich Elias Eddelien
- Emanuel Larsen
- Niels Carl Michaelius Flindt Dahl
- Anton Laurids Johannes Dorph.